# Wietzen
Wietzen er en kommune med knap 2.200 indbyggere (2012), beliggende mod vest i centrale del af Landkreis Nienburg/Weser, i den tyske delstat Niedersachsen.

## Geografi
Wietzen ligger 13 km nordvest for Nienburg, mellem Wesers marsk og gest og er en del af Samtgemeinde Marklohe.
Syd for Wietzen har Bückener Mühlenbach sit udspring.